# Стоун, Эдвард
Эдвард Джеймс Стоун (англ. Edward James Stone, 1831—1897) — английский астроном.

## Биография
Родился в Ноттинг-Хилле, Лондон, в семье Эдварда и Сары Стоун. Получив начальное образование в Школе Лондонского Сити, поступил в Королевский колледж Лондона, а в 1856 году получил стипендию в Куинз-колледже Кембриджского университета, который окончил в 1859 году и был сразу избран членом колледжа.
В 1860 году Стоун сменил преподобного Роберта Мэна на посту первого ассистента Гринвичской обсерватории, где занялся фундаментальной задачей по уточнению величин астрономических констант, в частности, среднего параллакса Солнца, который в то время подвергался был измерен недостаточно точно. Стоун получил значение солнечного параллакса в ходе наблюдений Марса в 1860 и 1862 годах. Позднее он уточнил свою оценку, изучив наблюдения прохождения Венеры по диску Солнца 1769 года. Стоун также измерил лунный параллакс, определил массу Луны и получил значение для константы нутации. В 1868 году он был избран членом Лондонского королевского общества.
В 1869 году Стоун был удостоен Золотой медали Королевского астрономического общества, а после отставки сэра Томаса Маклира в 1870 году был назначен астрономом на мысе Доброй Надежды. Заняв эту должность, Стоун изучил и опубликовал большой объём наблюдений, оставленных его предшественником, из части которых (выполненных 1856—1860 гг.) он составил каталог 1159 звезд. Но главным его трудом был каталог 12 441 звезды до 7-й звёздной величины, расположенных между Южным полюсом и 25 ° ю. ш., который был практически закончен к концу 1878 года и опубликован в 1881 году.
После смерти Роберта Мэна в 1878 году Стоун был назначен его преемником — на должность «наблюдателя» (фактически-директора) обсерватории Радклиффа в Оксфорде, и покинул мыс Доброй Надежды 27 мая 1879 года. В Оксфорде он продолжил составление каталога звёзд до 7-й звёздной величины, включив звёзды, расположенные с 25 ° ю. ш. до экватора, и опубликовал результаты в Радклиффском каталоге 1890 год, который содержит местоположение 6 424 звёзд.
Стоун на мысе Доброй Надежды наблюдал прохождение Венеры по диску Солнца 1874 года и организовал экспедицию для наблюдения прохождения Венеры в 1882 году. Был президентом Королевского астрономического общества (1882—1884), и первым признал важность астрономических наблюдений, выполненных в обсерватории Радклиффа Хорнсби, Робертсоном и Риго. Стоун успешно наблюдал полное солнечное затмение 8 августа 1896 года на Новой Земле и планировал путешествие в Индию для наблюдения солнечного затмения 1898 года, но в мае 1897 года скоропостижно скончался в Оксфорде. Число опубликованных трудов Стоуна по астрономии превышает 150, главными из них считаются двух звёздных каталога — каталога 1880 и 1890 годов.
Был женат на Грейс Такетт, у них было по крайней мере четверо детей.